# 1974 في إيران
فيما يلي قوائم الأحداث التي وقعت خلال عام 1974 في إيران.

## أحداث
- 1 سبتمبر – دورة الألعاب الآسيوية 1974

## مواليد

### يناير
- 1 يناير – شادي صدر
- 1 يناير – شادي غديريان مصور إيراني.

### فبراير
- 4 فبراير – شهاب حسيني ممثل إيراني.
- 24 فبراير – كريم باقري لاعب كرة قدم إيراني.

### أبريل
- 14 أبريل – مريلا زارعي ممثلة إيرانية.

### مايو
- 12 مايو – ترانه جوانبخت

### يونيو
- 6 يونيو – ستار همداني لاعب كرة قدم إيراني.

### يوليو
- 21 يوليو – تريتا فارسي كاتب إيراني.

### سبتمبر
- 11 سبتمبر – سهراب بختياري زاده لاعب كرة قدم إيراني.
- 15 سبتمبر – سعيد مظفري زاده
- 22 سبتمبر – مانيا أكبري

### ديسمبر
- 3 ديسمبر – فرناز قاضي زاده
- 8 ديسمبر – غولينه أتاي مراسلة ألمانية.

## وفيات

### يوليو
- 25 يوليو – حسن شاكر شعاعي (مواليد 1902) شاعر إيراني.